# Bianca Maria Sforza
Bianca Maria Sforza (n. 5 aprilie 1472, Milano, Ducatul Milanului – d. 31 decembrie 1510, Innsbruck, Austria) a fost o împărăteasă a Sfântului Imperiu Roman, ca a doua soție a împăratului Maximilian I. Ea a fost fiica cea mare a Galeazzo Maria Sforza, Duce de Milano și a celei de-a doua soții a lui, Bona de Savoia. 
Prima logodnă, cu Ioan Corvin, a fost anulată din cauza intrigilor reginei Beatrix de Aragon, soția regelui Matia Corvin.

## Familie
Bianca s-a născut la Pavia la 5 aprilie 1472, ca fiica cea mare a lui Galeazzo Maria Sforza, Duce de Milano, cu cea de-a doua soție, Bona de Savoia, cu care s-a căsătorit în 1468, la un an după decesul primei soții, Dorotea Gonzaga, cu care nu a avut copii. Bunicii paterni ai Biancăi au fost Francesco I Sforza și Bianca Maria Visconti, după care a fost numită. Bunicii materni au fost Louis, Duce de Savoia și Anne de Lusignan. A avut un frate mai mare, Gian Galeazzo Sforza, care s-a căsătorit cu verișoara lor primară, Isabella de Neapole, cu care a avut copii; și o soră mai mică Anna Sforza, prima soție a lui Alfonso I d'Este, Duce de Ferrara, care, după ce Ana a murit la nașterea copilului lor, s-a recăsătorit cu Lucrezia Borgia. Sora mai mare nelegitimă a Biancăi a fost Caterina Sforza, din relația tatălui ei cu Lucrezia Landriani. Unchiul ei a fost Ludovico Sforza Il Moro, Duce de Milano, care s-a căsătorit cu Beatrice d'Este, iar mătușa ei a fost Ippolita Maria Sforza, prima soție a regelui Alfonso al II-lea de Neapole.
Când Bianca nu împlinise încă cinci ani, tatăl ei a fost asasinat în interiorul bisericii Santo Stefano din Milano, la 26 decembrie 1476. El a fost înjunghiat mortal de trei oficiali de rang înalt de la curtea milaneză.

## Căsătorii
În ianuarie 1474, când Bianca avea doi ani, ea a fost căsătorită cu verișorul ei primar Filiberto I, Duce de Savoia, fiul unchiului ei Amadeus al IX-lea de Savoia și a Yolandei de Franța. Ducele Filiberto a murit în primăvara anului 1482, lăsând-o pe Bianca văduvă la vârsta de zece ani. Ea s-a întors la Milano.
Trei ani mai târziu, la 31 iulie 1485, s-a anunțat logodna Biancăi cu Ioan Corvin, fiul nelegitim al regelui Matia Corvin al Ungariei. Prin această căsătorie, conducătorul Ungariei voia să asigure moștenirea viitoare a Ungariei și Boemiei pentru fiul său. Căsătoria prin procură a fost semnată în 25 noiembrie 1487, și potrivit termenilor contractului, Bianca a primit câteva teritorii ungurești. Totuși, din cauza opoziției și intrigilor reginei Beatrix, soția lui Matia și membră a Casei de Aragon, căsătoria nu a avut loc niciodată. În martie 1492, s-a luat în calcul o căsătorie între Bianca și regele Iacob al IV-lea al Scoției, însă ideea a fost abandonată curând.
La 16 martie 1494, la Hall, în Tyrol, Bianca s-a căsătorit cu Maximilian I, rege roman și viitor împărat, văduv după moartea tragică a primei sale soții, Maria de Burgundia, din 27 martie 1482. Cel de al doilea mariaj a fost aranjat de unchiul ei, care voia recunoașterea și titlul de duce confirmat de împărat; în schimb împăratul a primit o zestre impresionantă. Căsătoria a avut loc prin procură la Milano, iar celebrarea ei a fost organizată de pictorul, sculptorul, arhitectul, inginerul și teoreticianul, Leonardo da Vinci, care lucra pentru ducele de Milano din 1482.
În iarna anului 1493, alaiul magnific de nuntă, a atras multă atenție, în drum spre Austria. În ajunul Crăciunului, mireasa a ajuns la Innsbruck, dar Maximilian a sosit abia în martie. Ceremonia a avut loc la biserica parohială Sfântul Iacob. Mariajul Biancăi cu Maximilian a fost unul nefericit. El ar fi dorit să aibă copii, însă toate încercările lor au eșuat. Maximilian avea din prima căsătorie doi copii, Filip cel Frumos, care s-a căsătorit cu Ioana de Castilia, și Arhiducesa Margareta de Austria care s-a căsătorit cu Juan, Prinț de Asturia și cu Filibert al II-lea, Duce de Savoia.
Într-o scrisoare trimisă ambasadorului ducelui de Milano, Maximilian se plânge că, desigur, Bianca este la fel de frumoasă ca prima lui soție, totuși îi este acesteia "cu mult inferioară atât ca înțelepciune, cât și ca bun simț". Speră însă că, "odată cu timpul, va face poate progrese".
Maximilian a preluat titlul de împărat al Sfântului Imperiu Roman în 1508, iar Bianca a devenit împărăteasă. 
Bianca Maria Sforza a murit la Innsbruck la 31 decembrie 1510, la vârsta de 38 de ani. A fost înmormântată la Stams.